# Gemma Vercelli
Pour les articles homonymes, voir Vercelli (homonymie).
Gemma Vercelli, née au début du XXe siècle à Turin en Italie, et morte en 1995, est une artiste-peintre active dans les années 1930.

## Biographie
Comme son frère Renato Vercelli, Gemma apprend les rudiments de la peinture par son père Giulio Romano Vercelli. Outre de brefs séjours à Nice, Paris et Londres, elle vit et travaille à Turin jusqu'en 1960. Après cette date, elle s'installe à la campagne.
Les peintures de Gemma sont totalement idéalistes allégoriques, symbolisant les émotions, les cycles de la nature, ou diverses mythologies par des corps éthérique féminins et des visages. Le plus remarquable est son rendu de l'expression dans les yeux, et son don pour donner vie aux mains. Sa technique à l'aide de délicates touches de couleurs évoque parfois le pointillisme.

## Exposition
- Galerie Allard[2]